# Seattle Seahawks 1991
La stagione 1991 dei Seattle Seahawks è stata la 16ª della franchigia nella National Football League. È stato l'ultimo anno con Chuck Knox come capo-allenatore.

## Scelte nel Draft NFL 1991

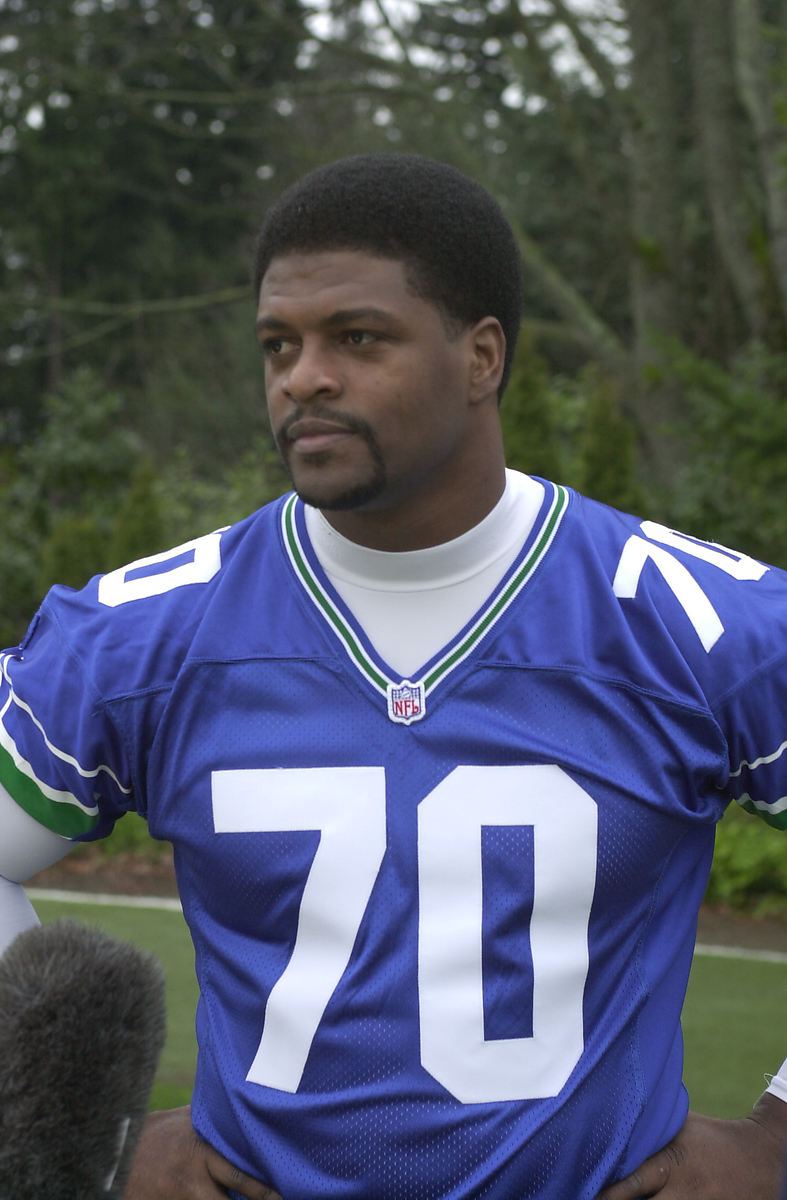
Michael Sinclair fu scelto nel sesto giro del Draft 1991

| Giro/Scelta | Giocatore        | Ruolo           | College            |
| ----------- | ---------------- | --------------- | ------------------ |
| 1/16        | Dan McGwire      | Quarterback     | San Diego State    |
| 2/51        | Doug Thomas      | Wide receiver   | Clemson            |
| 3/74        | David Daniels    | Wide Receiver   | Penn State         |
| 4/98        | John Kasay       | Kicker          | Georgia            |
| 5/128       | Harlan Davis     | Defensive back  | Tennessee          |
| 6/155       | Michael Sinclair | Defensive end   | Eastern New Mexico |
| 10/266      | Erik Ringoen     | Linebacker      | Hofstra            |
| 11/297      | Tony Stewart     | Running back    | Iowa               |
| 12/324      | Ike Harris       | Offensive guard | South Carolina     |

## Staff
Fonte:

## Calendario
| Turno | Data               | Avversario            | Risultato          | Stadio                        | Record             | Pubblico           |                    |                    |                    |
| 1     | 1/9/1991           | @ New Orleans Saints  | S 24-27            | Louisiana Superdome           | 0-1                | 68.492             |                    |                    |                    |
| 2     | 8/9/1991           | New York Jets         | V 20-13            | Kingdome                      | 1-1                | 56.770             |                    |                    |                    |
| 3     | 15/9/1991          | @ Denver Broncos      | S 10-16            | Mile High Stadium             | 1-2                | 74.152             |                    |                    |                    |
| 4     | 22/9/1991          | @ Kansas City Chiefs  | S 13-20            | Arrowhead Stadium             | 1-3                | 71.789             |                    |                    |                    |
| 5     | 29/9/1991          | Indianapolis Colts    | V 31-3             | Kingdome                      | 2-3                | 56.656             |                    |                    |                    |
| 6     | 6/10/1991          | @ Cincinnati Bengals  | V 13-7             | Riverfront Stadium            | 3-3                | 60.010             |                    |                    |                    |
| 7     | 13/10/1991         | Los Angeles Raiders   | S 20-23 DTS        | Kingdome                      | 3-4                | 61.974             |                    |                    |                    |
| 8     | 20/10/1991         | @ Pittsburgh Steelers | S 27-7             | Three Rivers Stadium          | 4-4                | 54.678             |                    |                    |                    |
| 9     | 27/10/1991         | San Diego Chargers    | V 20-9             | Kingdome                      | 5-4                | 58.025             |                    |                    |                    |
| 10    | Settimana di pausa | Settimana di pausa    | Settimana di pausa | Settimana di pausa            | Settimana di pausa | Settimana di pausa | Settimana di pausa | Settimana di pausa | Settimana di pausa |
| 11    | 10/11/1991         | @ San Diego Chargers  | S 14-17            | Jack Murphy Stadium           | 5-5                | 43.597             |                    |                    |                    |
| 12    | 17/11/1991         | @ Los Angeles Raiders | S 7-31             | Los Angeles Memorial Coliseum | 5-6                | 49.317             |                    |                    |                    |
| 13    | 24/11/1991         | Denver Broncos        | V 13-10            | Kingdome                      | 6-6                | 60.430             |                    |                    |                    |
| 14    | 1/12/1991          | Kansas City Chiefs    | S 6-19             | Kingdome                      | 6-7                | 57.248             |                    |                    |                    |
| 15    | 8/12/1991          | San Francisco 49ers   | S 22-24            | Kingdome                      | 6-8                | 56.711             |                    |                    |                    |
| 16    | 15/12/1991         | @ Atlanta Falcons     | S 13-26            | Atlanta-Fulton County Stadium | 6-9                | 53.834             |                    |                    |                    |
| 17    | 22/12/1991         | Los Angeles Rams      | V 23-9             | Kingdome                      | 7-9                | 51.100             |                    |                    |                    |

## Classifiche
| AFC West                | AFC West | AFC West | AFC West | AFC West | AFC West | AFC West | AFC West | AFC West | AFC West |
|                         | V        | S        | P        | %        | DIV      | CONF     | PF       | PS       | Str.     |
| ----------------------- | -------- | -------- | -------- | -------- | -------- | -------- | -------- | -------- | -------- |
| (2) Denver Broncos      | 12       | 4        | 0        | .750     | 5–3      | 10–4     | 304      | 235      | V4       |
| (4) Kansas City Chiefs  | 10       | 6        | 0        | .625     | 6–2      | 8–4      | 322      | 252      | V1       |
| (5) Los Angeles Raiders | 9        | 7        | 0        | .563     | 5–3      | 7–5      | 298      | 297      | S3       |
| Seattle Seahawks        | 7        | 9        | 0        | .438     | 2–6      | 6–6      | 276      | 261      | V1       |
| San Diego Chargers      | 4        | 12       | 0        | .250     | 2–6      | 3–9      | 274      | 342      | S1       |

## Leader della squadra
| Leader della squadra   |                              |       |
| Categoria              | Giocatore                    | N.    |
| Yard passate           | Dave Krieg                   | 2.080 |
| Touchdown passati      | Dave Krieg                   | 11    |
| Yard corse             | John Williams                | 741   |
| Touchdown su corsa     | John Williams Derrick Fenner | 4     |
| Ricezioni              | Brian Blades                 | 70    |
| Yard ricevute          | Brian Blades                 | 1.003 |
| Touchdown su ricezione | Mike Tice                    | 4     |
| Sack                   | Rufus Porter                 | 10,0  |
| Intercetti             | Eugene Robinson              | 5     |